# 베이징 외국어대학

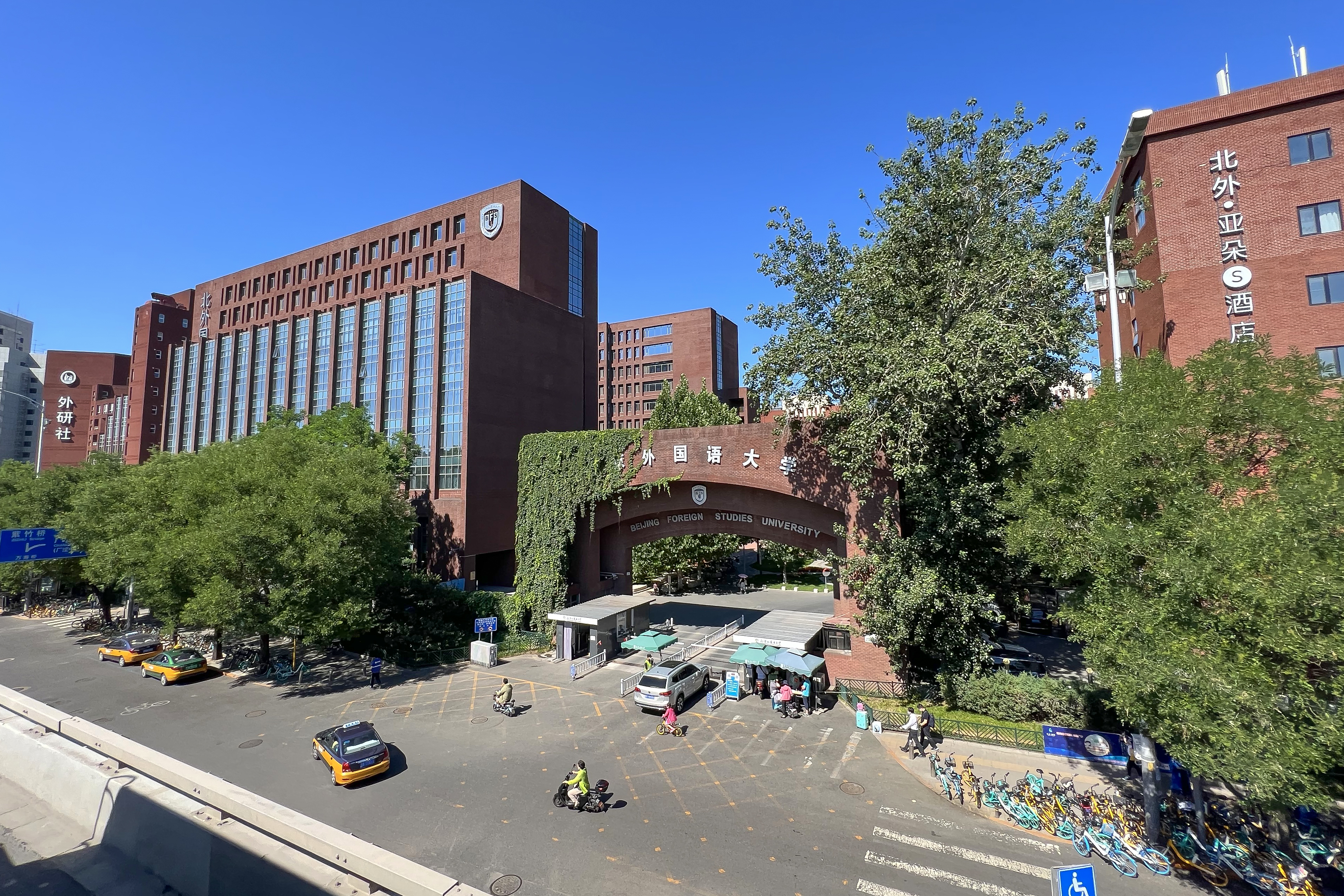
베이징 중관춘(中关村) 근처에 위치한 북경외대의 정문

베이징 외국어대학(북경외국어대학, 중국어 간체자: 北京外国语大学, 정체자: 北京外國語大學, 영문 명칭: Beijing Foreign Studies University)은 중화인민공화국 베이징에 있는 중화권 명문 국립 외국어대학이다. 대학 측과 한국인 학생회에서는 북경외국어대학(교) 라는 국문 명칭을 한국어 대학명으로 사용하고 있다. 북경외국어대학은 211공정(工程)과 985공정 우수학과 혁신 플랫폼(985 Project Innovation Platform)에 소속된 전국중점대학(全国重点大学)으로, 약칭은 베이와이(北外)이다. 중국 2900여개 대학중에서 가장 많은 외국어 학과를 보유하고 있다. ‘북경어언대학(北京语言大学)’과 ‘북경제2외국어학원(北京第二外语学院)’과는 다른 대학이다. 북경외대는 외교관의 요람이라 불릴 정도로 중국 외교부의 외교관의 다수를 배출하고 있고, 외국계 대기업과 경제무역계 위주로 공식 집계된 엘리트 인력만 10만명 이상이며, 중국 외교부에서 중국재외공관에서 대사를 역임한 동문은 400여명이다. 북경외국어대학 International Business School (IBS BFSU)은 미국의 전세계 상위 6% 비즈니스 스쿨 (경영대) 자격을 인증하는 AACSB 인증 대학이다.
중국계 최초 노벨상 (Nobel Prize)의 문학상 수상자 가오싱젠도 북경외대 출신이기도 하다. 북경외대는 북경대(北京大学-베이징 대학)의 같은 베이징시 하이뎬구 당(党) 위원회 소속이자 교육부 직속 형제대학으로, 강의와 학위 등이 연계된 바 있다.

## 순위/랭킹
중국에는 총 2,965개 대학이 있으며 중국 화동사범 사회조사연구소의 2012년~2023년 중국 학생들의 가오카오 순수입학 점수별 순위 조사 결과에 따르면 북경외대는 총 2,900여개 대학 입시성적 문•이과 종합 17위 랭킹이다. 2023년 기준으로 대한민국에는 418개 대학이 있고 일본에는 782개 대학이 있으며 중국의 대학 숫자는 한국의 6배 이상, 일본의 약 4배 이상으로 많다. 그러므로 북경외대의 입학생 중국수능(가오카오)성적기준 랭킹은 국내 종합 5위권에 해당한다.
2023년 중국 연봉정보 신처우망(薪酬網) 발표에 의하면, 신입사원의 출신 대학들을 살펴보면, 1위 칭화대학(清华大学)과 2위 베이징대학(北京大学)다음으로 북경외국어대학의 연봉 순위가 3번째로 높다. 상하이교통대학(上海交通大学), 대외경제무역대학(对外经济贸易大学)이 잇따라 각각 4위와 5위를 차지했다.
중국 최대 입시정보 사이트 (高考网：gaokao.com)의 2023년 순위에 의하면, 북경외국어대학은 전국 대학성적 상위 0.11%~0.50% 6성급(6星级) 세계고수평(世界高水平) 대학에 속한다.
오스트레일리아 정보회사 U랭크 2020년대 세계 대학 랭킹에서 북경외국어대학은 전세계 순위 317위를 차지했다. 중국 대학은 3,000여개가 있으며, 한국 전체 대학 400여개인 한국 대학 숫자로 환산하면 종합순위 10위권 이내에 상당한다. 이는 외국어대학의 한계를 보여주고 있으나 북경외국어대학은 엄연히 학원(學院)이 아닌 대학(大學)이므로 종합대학에 속한다. 중국 내에서 종합대학은 대학, 단과대학은 학원이라는 명칭을 사용한다.
외국어대학인만큼 이과를 순위에 반영하는 QS 세계대학평가에서는 종합 500-800위권 내외이다. 하지만 북경외국어대학 영문과는 QS 전세계 대학학과별 순위 랭킹 상위 51~100위 이내이다. 중국 최고의 외국어대학이라는 평가를 받고 있고 중국 연봉 3순위이므로 세계순위보단 실제 위상이 높다. QS 세계순위에는 도쿄외국어대학(동경외국어대학, 東京外国語大学)은 1,000위권 안에 들어가지 않아 집계 범위 안에 없다. 순위에 중요한 이과 학부가 전무하기 때문이다. 그렇지만 도쿄외국어대학은 일본에서 최고 외국어대학이다. 북경외국어대학과 한국외국어대학교도 같은 이치이다. 북경외국어대학은 외대 문과 강세 특성상 여학생이 기존에는 80% 이상이었으나 최근 컴퓨터 사이언스 학부와 빅데이터 학과 등을 개설하여 이과가 압도적으로 많은 중국 남학생들도 입학률이 증가 추세다. 북경외대는 외대의 강점을 살려 영어 나 주요 외국어로 이과 계열 학과 내용을 가르치는 학과 프로그램을 지속적으로 늘리고 있으며, 본과 학부생들을 고급수학과 경제수학을 필수과목으로 수강하도록 하는 정책을 펼치고 있다.

## 조직 기구

### 연구기관[4]
- 중국외국어교육연구센터
- 국제중국문화연구원
- 외국어연구소
- 외국문학연구소
- 국가언어능력발전연구센터

### 부속 단위
- 북경외국어대학 부속 외국어학교
- 북경외국어대학 국제교육학원(북경외대 국제교육그룹)
  - 북경외국어대학 국제과정센터
  - 북경외국어대학 부속 닝보외국어학교
  - 북경외국어대학 부속 칭다오외국어학교
  - 북경외국어대학 부속 한감외국어학교
  - 북경외국어대학 부속 외국어여자고등학교
  - 북경외국어대학 부속 중학교
  - 북경외국어대학 부속 초등학교
  - 북경외국어대학 부속 쑤저우완외국어학교
- 외국어교학•연구출판사
- 북경외국어대학 음상출판사
- 북경외국어대학 과학기술원

## 연혁
1941년, 중화소비에트공화국 정부에 의해 옌안 시에서 중국인민항일군사정치대학 소련어 지원과가 세워진 후 1944년 옌안 외국어학교가 설립되었다. 이후 1954년에 중화인민공화국 베이징으로 이전을 완성한 후, 북경외국어학원을 거쳐, 1994년 이후 현재의 교명, 북경외국어대학( 베이징 외국어대학)을 사용하고 있다. 개혁개방 이후 1992년 장쩌민 주석, 리펑 총리와의 한중 국교 정상화, 뒤이은 중국의 후진타오 주석 정권 등을 거치면서 한중 간 교류가 증가함에 따라 한국 학생들도 늘어나서 원래 조선어학과로만 불리던 한국어 과목들에 한국이라는 이름이 본격적으로 붙게 되기도 하였다.

## 대학 시설

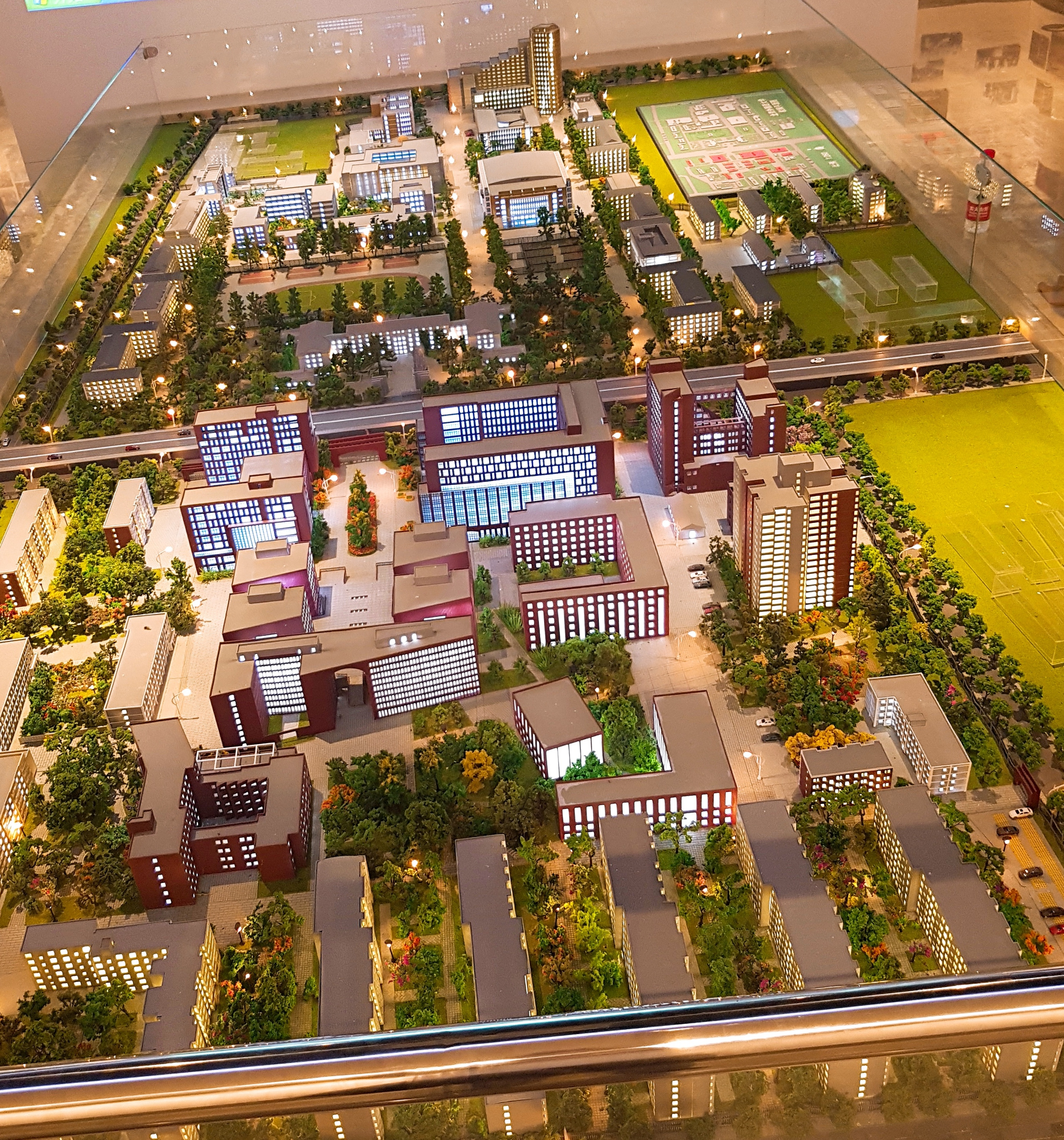
북경외대 캠퍼스 전경

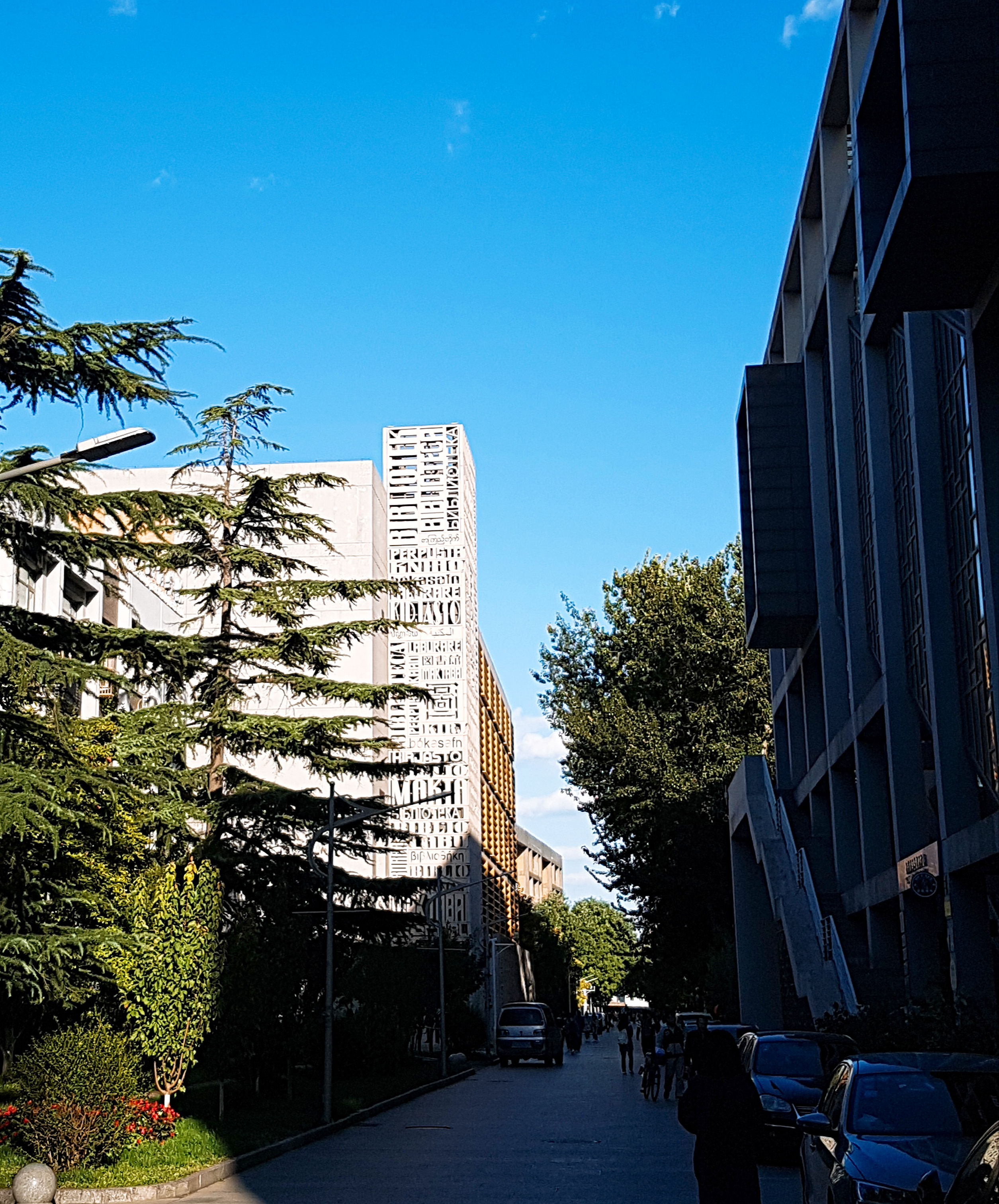
북경외대 도서관

## 협정교류 대학
- 베이징 외국어대학  - 공식 웹사이트

### 한국
- 한국외국어대학교 Hankuk University of Foreign Studies
- 서울대학교 Seoul National University
- 연세대학교 Yonsei University
- 고려대학교 Korea University
- 부산외국어대학교 Pusan University of Foreign Studies
- 부산대학교 Pusan National University
- 경희대학교 Kyung Hee University
- 영남대학교 Yeungnam University
- 동덕여자대학교 Dongduk Women’s University
- 우송대학교 Woosong University

### 일본
- 도쿄대학(東京大学) University of Tokyo
- 도쿄외국어대학(東京外国語大学) Tokyo University of Foreign Studies
- 와세다대학(早稲田大学) Waseda University
- 아오야마가쿠인대학 (青山学院大学) Aoyama Gakuin University
- 간사이대학 (関西大学) Kansai University
- 고베대학(神戸大学) Kobe University
- 나고야외국어대학(名古屋外国語大学) Nagoya University of Foreign Studies
- 오사카외국어대학(大阪外国語大学) Osaka University of Foreign Studies

### 영미권
- Yale University
- University of California, Berkeley
- The George Washington University
- New York University
- The University of New Orleans
- The University of North Alabama
- University of Hawaii
- University of Missouri
- California State University, East Bay
- Middlebury Institute of International Studies at Monterey
- Northeastern University
- Pierce College
- Purdue University
- Reed College 외 다수

## 동문
- 가오싱젠, 북경외대 프랑스어학과 학사 졸업 - 노벨문학상 수상자
- 후시진, 북경외대 러시아어과 석사 학위 취득 - 환구시보 편집장
- 자칭궈, 북경외대 영어과 학사 졸업 - 북경대 국제관계학원 교수
- 태영호, 북경외대 영문과 학사 졸업 - 대한민국 국회의원
- 최정헌, 북경외대 한어언과 (중문 문학) 학사 졸업 - 대한민국의 정치인. 최연소 시의원